# Flughafen Macau

i8
i11
i13
Der Macau International Airport (chinesisch 澳門國際機場, portugiesisch Aeroporto Internacional de Macau, IATA-Code: MFM, ICAO-Code: VMMC) ist der einzige Verkehrsflughafen der chinesischen Sonderverwaltungszone Macau.

## Geschichte

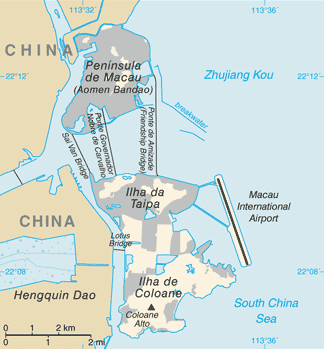
Karte von Macau (Flughafen rechts)

Der Flughafen wurde in der Zeit erbaut, als Macau noch zum portugiesischen Staatsgebiet gehörte. Er sollte die Möglichkeit eröffnen, eine Flugreise anzutreten, ohne das chinesische Staatsgebiet betreten zu müssen. Bis dato gab es in Macau keinen leistungsfähigen Flughafen.
Da Macau damals noch mit erheblichen Platzproblemen zu kämpfen hatte (Macau bestand zu der Zeit nur aus drei Inseln), baute man eine künstliche Insel, um darauf die Start- und Landebahn zu platzieren. Die Insel ist 3600 Meter lang und bis zu 415 Meter breit; sie verläuft ungefähr in Nord-Süd-Richtung. Das Vorfeld, welches auf der Insel Taipa liegt, ist durch zwei Taxiway-Brücken mit der Insel, auf der sich die Piste befindet, verbunden.
Der Flughafen wurde schließlich im November 1995 eröffnet.

## Abfertigungsgebäude und Vorfeld

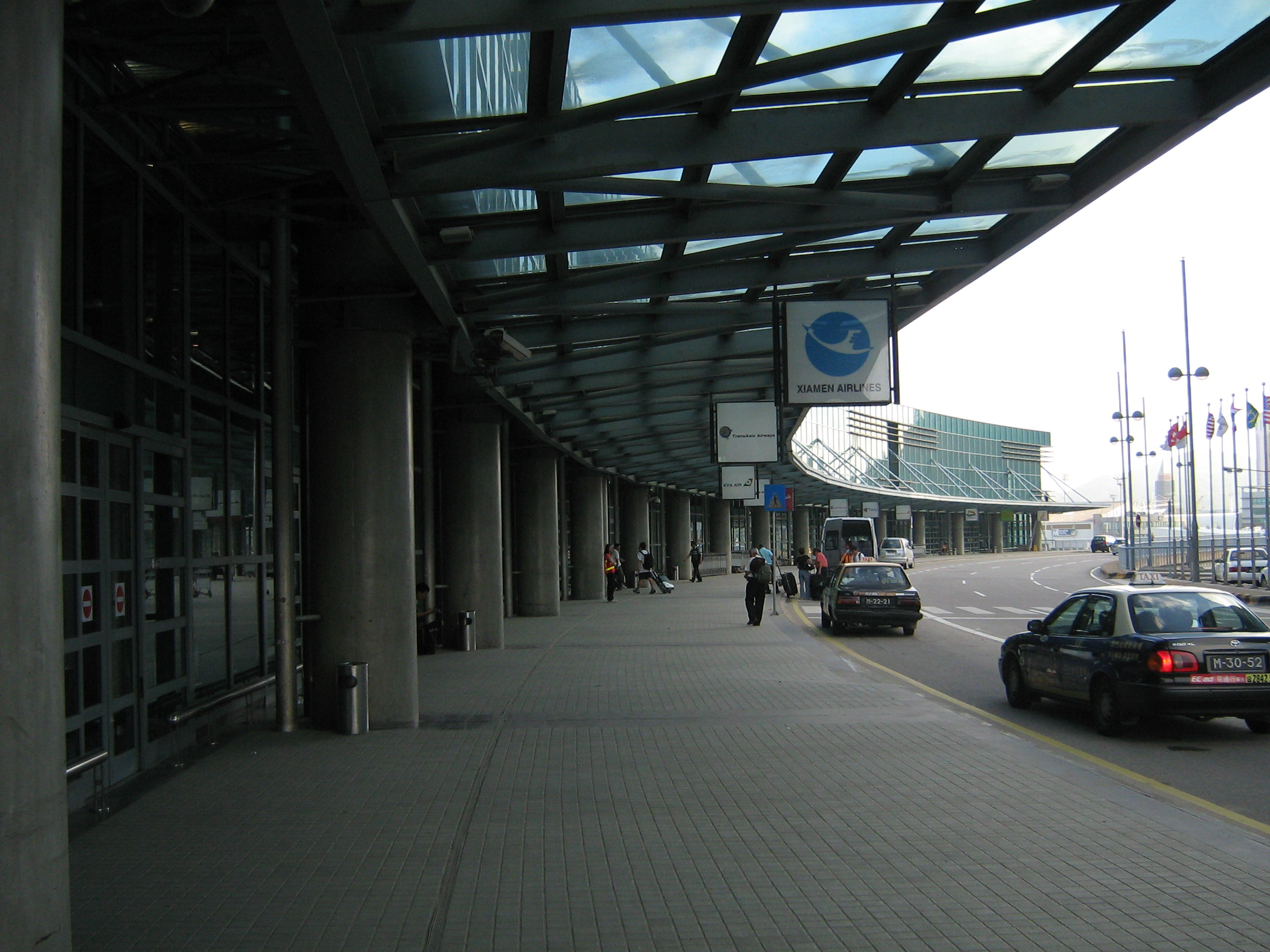
Anfahrtsstraße des Abfertigungsgebäudes

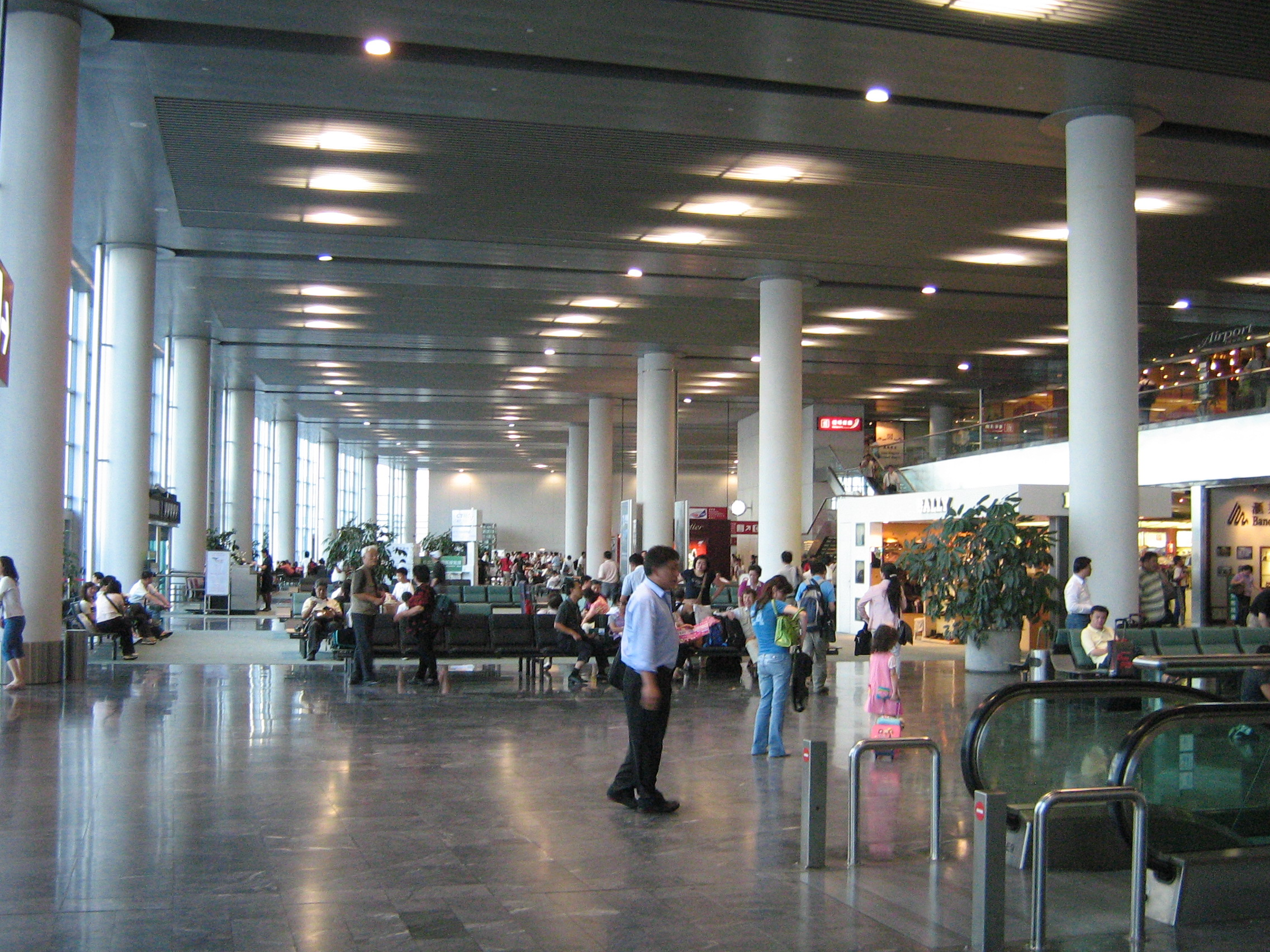
Abflughalle

Bisher errichtete man nur ein Passagierabfertigungsgebäude. Das gebogene, dreistöckige Gebäude ist mit vier Fluggastbrücken ausgestattet. Es ist für jährlich 6.000.000 Passagiere ausgelegt. Stündlich können mehr als 2.000 Passagiere abgefertigt werden.
In der untersten Ebene befinden sich die Einrichtungen für ankommende Passagiere, wie beispielsweise die Passkontrolle und die Gepäckausgabebänder. In der zweiten Ebene werden abfliegende Fluggäste abgefertigt. Dort befinden sich mehrere Dutzend Check-in-Schalter. In der dritten Etage sind ein paar Gastronomieeinrichtungen, aber vor allem die Büros der ansässigen Fluggesellschaften untergebracht.
An den Seiten des Gebäudes befinden sich großzügig angelegte Bushaltestellen. Die meisten Passagiere werden von dort in Bussen zu ihren Flugzeugen auf dem Vorfeld gefahren. Der Transfer vom/zum Macau Ferry Terminal auf der Halbinsel Macau ist für Transitreisende von/nach Hongkong bzw. Shenzhen organisiert. Ebenfalls besteht die Möglichkeit für Transitreisende, den Air-To-Land Flow Express-Bus nach Festland-China zu nutzen.
Das Vorfeld bietet Platz für 24 Stellplätze für Flugzeuge, von denen zehn für die Aufnahme von Großraumflugzeugen wie z. B. einer Boeing 747-400 geeignet sind. Außerdem gibt es einen Hangar und ein kleines Frachtabfertigungsgebäude. Die Flughafenumgebung bietet landseitig keine Erweiterungsmöglichkeiten.

## Daten und Fakten
Der Flughafen von Macau hat eine Start- und Landebahn mit einer Länge von 3360 Metern. Sie ist durch zwei Rollwege mit dem Vorfeld und den Abfertigungsgebäuden verbunden. Die Piste selbst ist mit ILS CAT II ausgerüstet, so dass auch Betrieb bei schlechter Sicht möglich ist.
Bei Taifunen wird der Flughafen geschlossen.

## Fluggesellschaften und Flugziele
Die wichtigste Fluggesellschaft vor Ort ist die einheimische Air Macau, die ein dichtes Streckennetz in Ostasien bedient, aber kaum Langstrecken fliegt. Eine weitere Fluglinie mit Heimatbasis in Macau war die Viva Macao, die 2010 bankrottging.
Die meisten Fluggesellschaften, die Macau anfliegen, kommen aus China. Auf dem chinesischen Festland liegen deshalb auch die meisten Flugziele.
Seit dem Boom der Billigfluggesellschaften steuern auch die malaysische Air Asia und die singapurische Tiger Airways den Flughafen an.
Ehemals flog die portugiesische TAP Air Portugal den Flughafen der portugiesischen Kolonie an. Diese Langstreckenflüge von und nach Lissabon wurden jedoch eingestellt.